# محمد الفخراني (كاتب)
محمد الفخراني (ولد في البحيرة 23 مارس 1975م- ) كاتب وروائي مصري، صدرت له مجموعة من الأعمال القصصة والروائية، من أبرزها: مجموعة «قصص تلعب مع العالم» التي حصل بها على جائزة يوسف إدريس للقصة القصيرة عام 2012م، ورواية «غداء في بيت الطباخة» الفائزة بجائزة معرض القاهرة الدولي للكتاب 2024م.

## التعليم
- حاصل على بكالوريوس العلوم في الجيولوجيا.[5]

## المؤلفات
| الإصدار                      | التاريخ | المصدر |
| ---------------------------- | ------- | ------ |
| بنت ليل (قصص)                | 2002م   |        |
| فاصل للدهشة (رواية)          | 2007م   | [ 6 ]  |
| قبل أن يعرف البحر اسمه (قصص) | 2010م   | [ 7 ]  |
| قصص تلعب مع العالم (قصص)     | 2011م   | [ 8 ]  |
| طُرُق سرية للجموح (قصص)        | 2013م   | [ 9 ]  |
| ألف جناح للعالم (رواية)      | 2016م   | [ 10 ] |
| عشرون ابنة للخيال (قصص)      | 2017م   | [ 11 ] |
| مزاج حُر (رواية)              | 2018م   | [ 12 ] |
| أراك في الجنة (رواية)        | 2020م   | [ 13 ] |
| لا تمت قبل أن تحب (رواية)    | 2022م   | [ 14 ] |
| غداء في بيت الطباخة (رواية)  | 2023م   | [ 15 ] |
| حدث في شارعي المفضل (رواية)  | 2024م   | [ 1 ]  |
| حفلة الإنس والشياطين (قصص)   | 2025م   |        |

## الجوائز
- الجائزة الأولى للقصة القصيرة من نادي القصة بالقاهرة عام 2002م.
- جائزة يوسف إدريس للقصة القصيرة في مصر والعالم العربي عن مجموعته «قصص تلعب مع العالم» عام 2012م.[2]
- جائزة الدولة التشجيعية فرع القصة القصيرة عن مجموعة «قبل أن يعرف البحر اسمه» عام 2012م.[16]
- جائزة معهد العالم العربي في باريس عن روايته «فاصل للدهشة» عام 2014م.[6]
- جائزة معرض القاهرة الدولي للكتاب (الدورة 55) عام 2024م عن روايته «غداء في بيت الطباخة».[17]